# Киллаймордейли
Киллаймордейли (англ. Killimordaly; ирл. Cill Íomair Uí Dhálaigh) — деревня в Ирландии, находится в графстве Голуэй (провинция Коннахт).